# 聖彼得和保羅主教座堂 (明斯克)

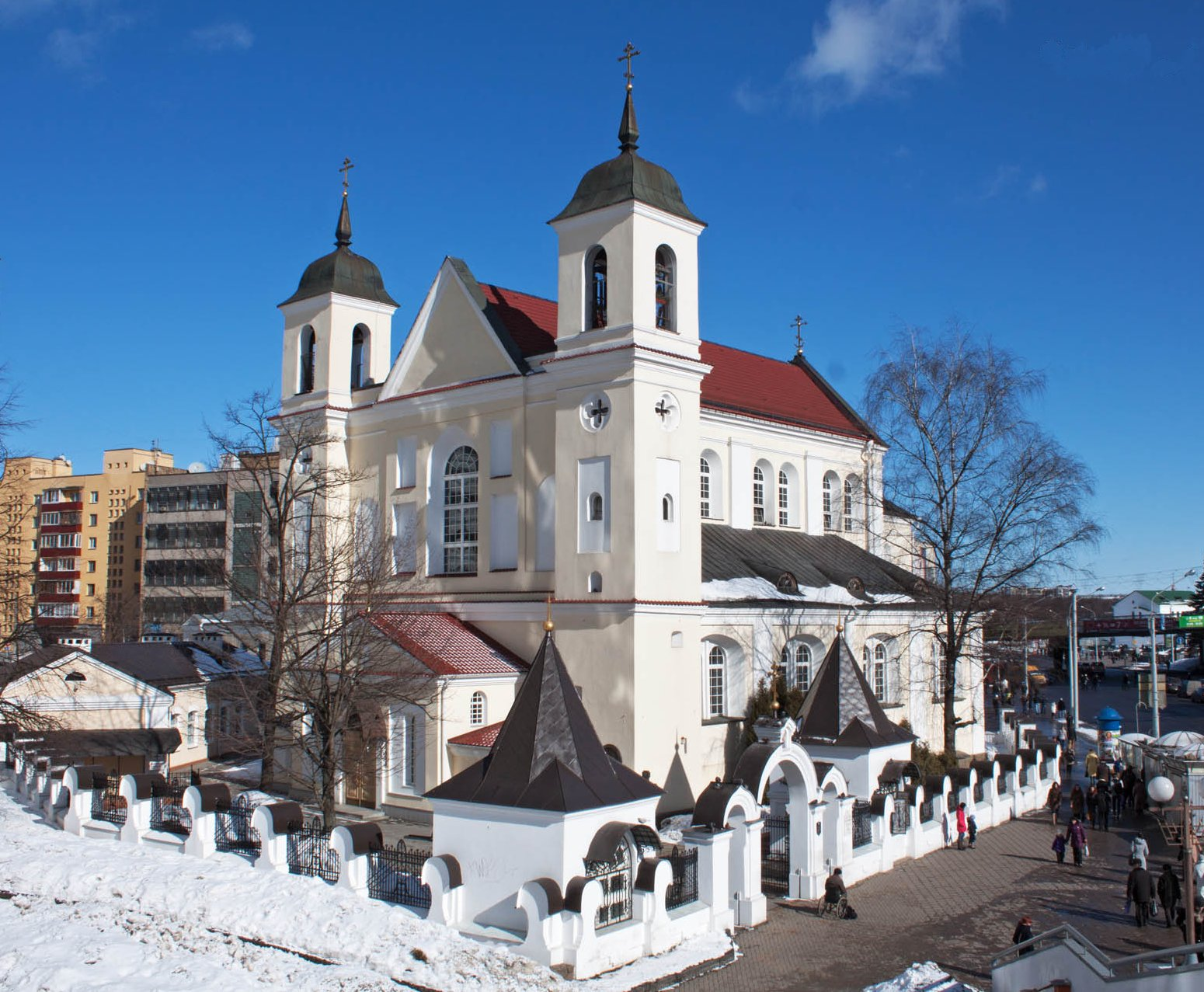
聖彼得和保羅主教座堂

53°54′17″N 27°33′05″E / 53.9046465°N 27.5514952°E
聖彼得和保羅主教座堂是白俄羅斯首都明斯克歷史最古老的建築。聖彼得和保羅主教座堂興建於1612至1630年期间，由貴族和資產階級出資興建，並在附近設有修道院。18世紀初期，教堂因戰爭而荒廢。18世紀後期，教堂雖得到修復，但在拿破崙入侵俄羅斯期間，教堂又被摧毀，並曾一度是戰地醫院。1814年，教堂重新修復。1933年，共產黨關閉了教堂，神職人員也被逮捕處決，教堂變為倉庫。納粹德國佔領期間，該教堂自1941年開始曾一度恢復，但在1944年再次被關閉。1991年12月7日，教堂重新開放並奉獻被聖伯多祿和聖保祿，蘇聯時期對教堂建築進行的變動也被撤除。

## 外部連結
- 明斯克旅游景点推荐 - 城市主题游 - WTCF-世界旅游城市联合会官方网站 （页面存档备份，存于）